# 西田憲正
西田 憲正（にしだ のりまさ、1946年8月25日 - ）は、富山県出身の日本の実業家。大手ビジネスホテルチェーン株式会社東横イン創業者であり初代代表取締役社長、同社取締役会会長を経た後、2008年9月、同社取締役会会長を退任した。現在は、関連会社の東横インホテル企画開発、株式会社東横インアーキテクトの代表取締役、および、韓国現地法人「東横インコリア」の代表理事。

## 概要
慶應義塾普通部、慶應義塾高等学校、日本大学商学部卒業後、1969年に大冷工業に入社。1972年には家業の聖徳電気工事に転職し、1979年には同社の代表取締役に就任した。
1986年2月、友人に任され、東京・蒲田にビジネスホテル東横インの第1号店をオープンした。
女性を積極的にホテルの支配人に登用するなど、当時の一般的ビジネスホテルとは違った斬新な経営に取り組む。2011年3月現在で客室稼働率は71.9%で他のビジネスホテルの客室稼働率の67.4%を上回り、東横インの売上は621億円にもなっている。
2006年1月27日、横浜日本大通り駅日銀前店の施設の確認検査が終わった後に、違法改造していたことが明るみに出た。西田は発覚後最初の会見で、障害者に対する差別的な発言を行い、時折笑いながら受け答えをするなど口調自体も反省しているとは思えないものだったことから、ワイドショー等マスコミから激しく非難された。翌2月6日の記者会見では態度を一転させ、「全部私の責任です。自分を上等な人間だと思っていたことが悔しい。反省している」と繰り返し、目に涙を浮かべて陳謝した。
2006年5月31日、株式会社東横インは委員会設置会社に組織変更、西田は一連の違法工事問題の責任を取って代表取締役社長を退任し、取締役会会長に就任した。なお、委員会設置会社では取締役には業務執行権は無く、また会社の代表権も代表執行役（同社では代表執行役社長の重田訓矩）となることから、西田は経営の第一線から表面上退いたことになっているが、東横イン自体は株式は公開されておらず、その株の95%以上を西田が個人的に所有している組織が保有している為、事実上の経営実態を握っている事に変わりは無い。西田退任以降の歴代社長には全て、西田の学生時代からの付き合いのある友人を西田の意志で就任させている。
2008年5月、東横イン松江駅前（松江市）で、致死量を超える濃度の硫化水素が発生する。これは、同ホテル新築工事中の2004年10月から12月にかけて、ホテル地下に不法投棄された石膏ボードなど30トンが、後に雨水と化学反応を起こした結果、高濃度の硫化水素の発生に至ったものと認められた。この事件では、既に東横イン系列会社の元社長ら2人が廃棄物処理法違反（不法投棄）容疑で逮捕されているが、西田も彼らと共謀し不法投棄に関与したとして、2008年10月29日、島根県警に逮捕された。西田は容疑を認め、2009年3月10日に、松江地方裁判所から懲役2年4月・執行猶予3年および罰金150万円の有罪判決を受けている。

## 著書
- 『家族・友達・仕事のために自分を知ろう―人生を豊かにする内観』　ISBN 4812701309
- 『東横インの経営術―女性のセンスを生かして日本一のホテルチェーンを創る』　ISBN 4535584087